# Saving Face
Saving Face (2004) är titeln på en film regisserad av Alice Wu.
Den unga kinesiska tjejen Wilhelmina utbildar sig till läkare och bor ensam i sin lägenhet. Wilhelminas mamma, Hwei-Lan, försöker om och om igen att para ihop sin dotter med respektabla, kinesiska män, men samtidigt är hon själv singel och bor hemma hos sina föräldrar. Filmen berättar om en kinesisk familj bestående av tre generationer som är bosatta i USA. De har alla olika värderingar och syn på livet och kärleken. Willhelmina träffar snart den kinesiska tjejen Vivian men har svårt att visa sin kärlek för allmänheten och framförallt för sin mor. (Källa: Lez on Screen)